# هوستون خيمينيز
هوستون خيمينيز (بالإسبانية: Houston Jiménez)‏ هو لاعب كرة قاعدة مكسيكي، ولد في 30 أكتوبر 1956 في مدينة مكسيكو في المكسيك.

## وصلات خارجية
- هوستون خيمينيز على موقعبيزبول رفرنس.كوم (الدوري الرئيسي) (الإنجليزية)
- هوستون خيمينيز على موقعبيزبول رفرنس.كوم (الدوري الثانوي) (الإنجليزية)
- هوستون خيمينيز على موقع مشجعي الرسوم البيانية (الإنجليزية)